# Prolaps rektuma
Prolaps rektuma ili ispadanje debelog creva  je stanje u kom dolazi do protruzije (ispadanje) sluzokože, ili celog zida rektuma ili završnog dela debelog creva, u analni kanal ili kroz njega u spoljašnju sredinu.

## Anatomija
Debelo crevo, (lat. intestinum crassum), nastavlja se na ileum i proteže se do analnog otvora. Debelo se crevo pruža od desnog donjeg dela trbušne šuplijne prema gore, zatim levo i prema dole, zaokružujući pritom celokupno tanko crevo. Na osnovu navedenog toka debelog creva razlikujemo ove njegove delove:
- Slepo crevo, (lat. caecum)
- Uzlazno debelo crevo, (lat. colon ascedens)
- Poprečno debeo crevo, (lat. colon transversum)
- Silazno debelo crevo, (lat. colon descedens)
- Sigmoidno debelo crevo, (lat. colon sigmoideum)
- Pravo debelo crevo, (lat. rectum)

Na prelazu uzlaznog u poprečno debelo crevo, nalazi se desna krivina debeloga crevo, flexura coli dextra seu hepatica, dok je na prelazu poprečnoga u silazno debelo crevo, leva krivina debeloga crevo, (lat. flexura coli sinistra seu lienalis).
Bitna odlika građe debeloga creva su tenije i (lat. sulci transversi). Tenije su uzdužne trake spoljašnjeg uzdužnog sloja glatkih mišića debelog creva i ima ih tri. Sulci transversi poprečno su smeštene u dubini spoljašnje strane debeloga creva, a nastaju kontrakcijom unutrašnjeg, kružnog sloja glatkih mišića.
Razlike između debeloga i tankoga creva su:
- sluzokoža debeloga creva nema crevnih resica
- delovi debeloga creva prirasli su uz zadnji trbušni zid
- uzdužni sloj glatkih mišića ne obuhvaća celu cirkumferenciju debelog creva.

Krajnji deo pravog debelog creva (rektuma) je čmar ili anus, koji ima svoje mišiće zatvarače ili sfinktere od kojih su neki pod uticajem volje, dok druge kontroliše autonomni nervni sistem, i oni nisu pod kontrolom naše volje. Sfinkter formiraju dve grupe mišića (unutrašnji i spoljašnji). Puborektalni mišić važan je u anatomskoj strukturi analnog kanala, jer održava analni kanal u toj formi. Dentalna linija deli rektum od anusa, a sastoji se iz analne kripte i analne papile. Na samom dnu rektuma nalaze se hemoroidalni jastučići, a na spoljašnjem analnom otvoru - odnosno oko čmara smeštene su perianalne vene u kojima se može razviti perianalna tromboza (poznatija kao spoljašnji hemoroidi).

## Epidemiologija
Prolaps rektuma može se javiti u bilo kom periodu života, ali je najčešći u detinjstvu i u starih osoba, nešto češće kod žena nego u muškaraca.

## Klasifikacija
Postoje dva tipa prolapsa:
Kompletni prolaps
Koji nastaje ako ispadne cela debljina zida creva 
Inkompletni ili parcijalni prolaps
Ako ispadanje samo sluzokoža rektuma, Inkompletni može biti cirkumferencijski ili može biti uključen samo deo rektalne sluzokože.

## Etiopatogeneza
Tačan uzrok rektalnog prolapsa se ne zna, ali postoje brojni predisponirajući faktori:
- opstipacija,
- debljina,
- ronični kašalj,
- neurološke bolesti,
- nulipara,
- dubok douglasov prostor,
- oslabljen analni sfinkter,
- intususcepcija (uvlačenje jednog dela creva u drugi),
- anorektalne operacije,
- dug sigmoidni kolon.

## Klinička slika
Najčešći simptom i znaci zbog kojih se bolesnici javljaju lekaru je pojava prolapsa rektuma kroz anus, i praćeni su opstipacijom i inkontinencijom.
Simptomi i znaci prolapsa rektuma mogu biti veoma slični simptomima i znacima hemoroida i u načelu su; 
- bolni osećaj u analnoj regiji,
- oticanje krvi i sluzi iz masa koja vire iz anusa,
- fekalna inkontinencija (nemogućnost zadržavanja stolice)
- postojanje potrebe za pražnjenjem
- osećaj stranog tela

U ranim stadijumima bolesti do prolapsa dolazi prilikom pražnjenja i naprezanja, pa se nakon toga rektum vraća na svoje mesto. Kasnije, do prolapsa može doći i prilikom manjih naprezanja npr. prilikom kijanja i kašljanja. U poslednjim stadijumima bolesti, rektum se ne vraća u trbuh i neophodna je manuelna repozicija (vraćanje rukom), ili hirurško lečenje.

## Dijagnoza
Dijagnoza se može postaviti;
- pažljivo uzetom anamnezom
- kompletnim anorektalnim pregledom, tokom koga da bi se prolaps video, bolesnik treba da se napregne, kao kad ima pražnjenje creva.
- radiološkim pregledom — u slučajevima kada prolaps može biti „skriven” ili kod unutrašnjeg prolapsa kada ga je teže kliničkim pregledom dijagnostikovati. Od radioloških pregleda koristi se defekografija.[5][6] Samo izvođenje ovog pregleda, podrazumeva snimanje X zracima u momentima kada pacijent ima peristaltiku
- anorektalnom manometrijom koja može takođe biti od koristi u proceni funkcije mišića anorektalne regije prilikom akta pražnjenja.

## Terapija
Konzervativna terapija
Mali, delimični prolapsi u početnim stadijumima, mogu se izlečiti higijensko-dijetetskim režimom ishrane i korišćenjem laksativa. Kako najveći broj prolapsa rektuma nastaje usled naprezanja i dugotrajnog zatvora, često konzervativno lečenje ovih stanja nije uvek dovoljno da se bolest uspešno izleči.
Hirurška terapija
Definitivno izlečenja prolapsa rektuma zahteva hiruršku intervenciju koje podrazumeva pristup rektumu kroz trbuh, ili kroz međicu.  Pristup kroz trbuh (prednja resekcija i rektopeksija) je namenjena prvenstveno za mlađe bolesnike, ali je rizičniji, za razliku od pristupa kroz međicu koji je rezervisan za starije bolesnike i nosi manji rizik, iako nakon ove intervencije postoji veća šansa za ponovnom pojavom prolapsa.
Higijensko-dijetetski režim
Ishrana bogata vlaknima i unos dosta tečnosti može da smanji rizik od pojave zatvora, čime se smanjuje verovatnoća naprezanja prilikom pražnjenja. 
Bolesnici skloni prolapsu rektuma trebalo bi da izbegavaju naprezanje prilikom pražnjenja creva. 
Osobe sa dugotrajnim prolivom, zatvorom i hemoroidima trebalo bi da sprovedu intenzivno lečenje ovih stanja, kako bi se smanjio rizik od razvoja prolapsa rektuma.

## Spoljašnje veze
- Prolaps rektuma[мртва веза]

|  | Molimo Vas, obratite pažnju na važno upozorenje u vezi sa temama iz oblasti medicine (zdravlja). |